# إيفان سفيتكوفيتش
إيفان سفيتكوفيتش (بالصربية: Иван Цветковић)‏ هو لاعب كرة قدم صربي في مركز الوسط، ولد في 12 فبراير 1981 في بريزرن في صربيا. لعب مع نادي أو إف كيه بيوغراد ونادي ياغودينا.

## وصلات خارجية
- إيفان سفيتكوفيتش على موقع قاعدة بيانات كرة القدم.إي يو (الإنجليزية)
- إيفان سفيتكوفيتش على موقع Soccerbase.com (لاعب) (الإنجليزية)
- إيفان سفيتكوفيتش على موقع Soccerway.com (الإنجليزية)
- إيفان سفيتكوفيتش على موقع عالم كرة القدم.نت (الإنجليزية)